# Seznam ameriških korpusov
Seznam ameriških korpusov.
- seznam korpusov ameriške državljanske vojne
- seznam korpusov Kopenske vojske ZDA
- seznam korpusov Vojnega letalstva ZDA
- Korpus mornariške pehote Združenih držav Amerike
- seznam korpusov Korpusa mornariške pehote ZDA